# Lytrosis unitaria
Lytrosis unitaria är en fjärilsart som beskrevs av Herrich-Schäffer 1858. Lytrosis unitaria ingår i släktet Lytrosis och familjen mätare. Inga underarter finns listade i Catalogue of Life.